# Olympique de Paris
L'Olympique de Paris era una società calcistica con sede a Parigi, in Francia. Fondata come Olympique de Pantin, nel 1918 diviene l'Olympique de Paris e nel 1926 confluisce con altre squadre nel Red Star.
Il risultato più rilevante è stato ottenuto nel 1918, con la vittoria in Coppa di Francia. Il club ha raggiunto la finale della medesima competizione nel 1919 e nel 1921, perdendo, rispettivamente, contro CASG Paris e Red Star.

## Palmarès

### Competizioni nazionali
- Coppa di Francia: 1

1917-1918
- Trophée de France: 1

1916

### Competizioni regionali
- Ligue de Paris Île-de-France de football: 1

1920-1921

### Altri piazzamenti
- Coppa di Francia:

Finalista: 1918-1919, 1920-1921
Semifinalista: 1921-1922, 1922-1923, 1924-1925